# Спартак: Дом Ашура
«Спартак: Дом Ашура» (англ. Spartacus: House of Ashur) — будущий исторический телесериал кабельного канала Starz, спин-офф телесериала «Спартак», вдохновлённого восстанием Спартака. Шоураннером проекта является Стивен Денайт, главную роль сыграл Ник Тарабей. Премьера запланирована на осень 2025 года.

## Сюжет
Действие сериала происходит в античной Италии в I веке до н. э. Один из важных персонажей «Спартака» Ашур получает за помощь в подавлении восстания гладиаторскую школу, которая когда-то принадлежала Лентулу Батиату. В основном телесериале Ашур уже погиб, но теперь авторы шоу разработали альтернативный вариант его судьбы.

## В ролях
- Ник Тарабей — Ашур
- Грэм Мактавиш — Корррис
- Теника Дэвис — Ахилла
- Джамайка Вон — Хилара
- Ивана Бакеро — Мессия
- Джорди Уэббер — Тархон
- Дэн Хэмилл — Целадус
- Эндрю Макфарлейн — Габиний
- Клаудия Блэк — Коссутия
- Индия Шоу-Смит — Виридия
- Джексон Галлахер — Цезарь
- Джейми Слейтер — Корнелия
- Арло Гибсон — Опитер
- Грэм Винсент — Хедилус
- Луис Хантер — Эрато
- Дональд Росс — Сальвий
- Ли Гилл — Сатир
- Дуэйн Эванс-младший — Дакус
- Саймон Арбластер — Прокул
- Джоэл Абадал — Гелиос
- Эвандер Браун — Эфес
- Дэниел Бос — Бальбус
- Джо Дэвидсон — Логас

## Создание и релиз
Первые данные о работе над продолжением телесериала «Спартак» появились в начале 2023 года. В ноябре того же года стали известны название («Дом Ашура») и основные параметры сюжета. Шоу будет включать 10 серий, его шоураннером стал Стивен С. Денайт. Ашура сыграл, как и в основном телесериале, Ник Э. Тарабей. 15 января 2025 года вышел тизер шоу. Премьерный показ запланирован на осень 2025 года.